# Крючовка
Крючо́вка (рос. Крючёвка, башк. Крючевка) — присілок у складі Уфимського району Башкортостану, Росія. Входить до складу Русько-Юрмаської сільської ради.
Населення — 11 осіб (2010; 12 в 2002).
Національний склад:
- росіяни — 100 %

У радянські часи присілок називався Курчеєвка.